# Epomops
Epomops — рід рукокрилих, родини Криланових, що мешкають в Африці.

## Порівняльна філогеографія
Філогенетичні результати підтвердили існування триби Epomophorini. У межах же Epomops знайдено дві географічні гаплогрупи, які відповідають Басейну Конго та Верхньої Гвінеї (у біогеографії це область тропічних дощових лісів, що простягається з південної Гвінеї через Сьєрра-Леоне, Ліберію, Кот-д'Івуар та південно-західну Гану). Аналіз мітохондріальних та ядерних даних вказує на те, що у роду Epomops міститься лише один вид, який можна розділити на два підвиди: E. franqueti franqueti у Центральній Африці та E. f. buettikoferi в Західній Африці.
E. dobsoni слід виключити з Epomops і правильніше розглядати як вид Epomophorus. Морфологічно важливо зазначити, що E. dobsoni має шість товстих піднебінних гребенів (враховуючи, що другий і третій частково злиті), як і всі інші види Epomophorus, натомість рід Epomops має лише три товсті піднебінні гребені. Екологічно, E. dobsoni частіше трапляється у рідколісних саванах, натомість рід Epomops живе в основному в середовищах дощових лісів.

## Морфологія
Морфометрія. Довжина голови й тіла зазвичай: 135—180 мм, хвіст відсутній, передпліччя: 74—102 мм. Вага самців Epomops franqueti 59–160 г, вага самиць E. franqueti 56–115 г, вага самців Epomops buettikoferi 160—198 г, вага самиць E. buettikoferi 85–135 г.
Опис. Забарвлення рудувато-коричневе, коричневе або сірувате, з великими варіаціями, низ тіла часто світліший, ніж верх. Білуваті пучки волосся присутні на основі вух, іноді між очей. Epomops отримали свою назву від білих або жовтуватих пучків волосся на плечах самців, що нагадують погони (грец. ἐπί — «на», грец. ώμος — «плече»).

## Спосіб життя
Ці рукокрилі, як правило, зустрічається в лісах, але також з'являються у відкритих місцях. Спочивають на деревах і чагарниках. Їх раціон складається з соку і м'яких частин таких фруктів, як гуава, банан та інжир. Спосіб годівлі для Epomops і пов'язаних з цим родом видів полягає в наступному: розширені губи оточують плід, загострені ікла і премоляри проколюють шкірку, щелепи стискують фрукти. Всмоктування, а не жування, як видається, основний процес споживання їжі. Epomops не стадні, як правило, відпочивають поодинці або групами з двох або трьох особин. Вагітність триває п'ять-шість місяців, годування молоком триває 7—13 тижнів, статева зрілість самиць настає в 6 місяців, самців у 11 місяців.

## Види
- Epomops
  - Epomops buettikoferi
  - Epomops dobsonii
  - Epomops franqueti